# Hennenköpfl
Das Hennenköpfl ist eine 965 m ü. NHN hohe Bergkuppe in den Bayerischen Voralpen im Isarwinkel. Der Berg befindet sich in der oberbayerischen Gemeinde Lenggries (Landkreis Bad Tölz-Wolfratshausen). 225 Meter östlich und 218 Meter unterhalb liegt der Sylvensteinspeicher.
Zwischen der Jachenau im Norden und der Isar im Süden befinden sich im Isarwinkel die Isar- und Ochsensitzerberge, eine Berggruppe mit zahlreichen Gipfeln. Das Hennenköpfl bildet dabei dessen östlichste Erhebung, direkt oberhalb des Sylvensteinspeichers. Es fällt mit markanten Abbrüchen zum See hin ab und ermöglicht deshalb gute Aussichten auf ebendiesen. Es ist als einfache Bergwanderung erreichbar.